# Gråkronad elenia
Gråkronad elenia (Myiopagis olallai) är en fågel i familjen tyranner inom ordningen tättingar.

## Utseende och läte
Gråkronad elenia är en oansenlig tyrann med grått huvud, olivgrön rygg och gula vingar som kan forma ett vingband. Undersidan är rätt bjärt gul i större delen av utbredningsområdet. I norra och centrala Colombia har den dock ljusgrått på strupe och bröst med gult endast på buken. Bland lätena hörs en serie med nedåtböjda toner och en snabb drill.

## Utbredning och systematik
Gråkronad elenia behandlas antingen som monotypisk eller delas in i tre underarter med följande utbredning:
- Myiopagis olallai incognita –  Serranía de Perijá i Venezuela
- Myiopagis olallai coopmansi – norra delen av centrala Anderna i Colombia (Antioquia)
- Myiopagis olallai olallai – förberg vid Andernas östsluttning i Ecuador och centrala Peru

## Levnadssätt
Gråkronad elenia hittas i bergsbelägna molnskogar. Där ses den vanligen på medelhög höjd, ofta som en del av kringvandrande artblandade flockar.

## Status och hot
Arten har ett stort utbredningsområde, men tros minska i antal, dock inte tillräckligt kraftigt för att den ska betraktas som hotad. Internationella naturvårdsunionen IUCN listar arten som livskraftig (LC).

## Namn
Arten har på svenska tidigare kallats coopmanselenia och gråhuvad elenia, men båda dessa namn används nu för andra arter, den förra för Elaenia brachyptera och den senare för Myiopagis caniceps.